# Hypsipetes parvirostris
Bulbul-das-comores ou bulbul-da-grande-comore (Hypsipetes parvirostris) é uma espécie de ave da família Pycnonotidae.
Pode ser encontrada em Comores e também no Deapartamento de Mayotte, França.
Os seus habitats naturais são regiões subtropicais ou tropicais húmidas de alta altitude.